# HD 132833
HD 132833，又名BD-02 3928，SAO 140276、HR 5590，是一颗恒星，视星等为5.52，位于銀經354.4，銀緯46.72，其B1900.0坐标为赤經14h 56m 8s，赤緯-2° 46.72′ 30″。